# Winkel tripel projektion

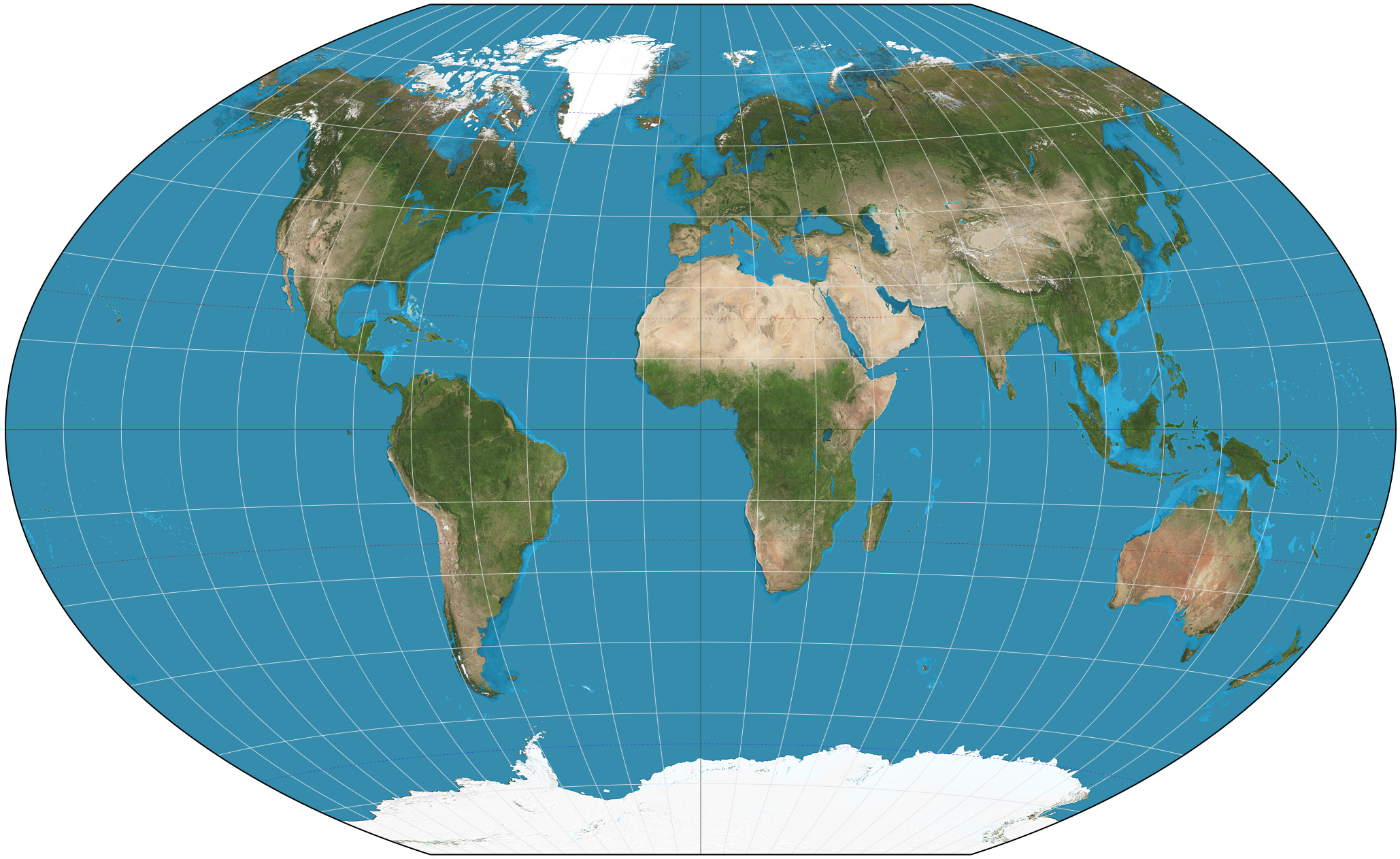
En världskarta avbildad genom en Winkel III projektion

Winkel tripel projektion (Winkel III) är en typ av kartprojektion, som uppfanns av den tyske kartografen Oswald Winkel 1921. Den tyska beteckningen "Winkel-Tripel-Projektion" hänvisar till målet med projektionen, vilket var att minimera avbildningsfelet med hänsyn till tre egenskaper: area, vinkel och avstånd. På grund av dess generellt låga avbildningsfel, anses metoden allmänt vara lämplig att användas för världskartor. Den har använts av National Geographic Society för detta ändamål sedan 1998.
Projektionen grundar sig på två tidigare kartprojektioner: Aitoffs projektion och Ekvirektangulär projektion. För att erhålla koordinaterna för en punkt i Winkel III projektionen, tas det aritmetiska medelvärdet av x- och y-koordinaterna för punkten från de två andra projektionerna. Detta ger en avbildning som inte helt eliminerar avbildningsfel, men som ger låga fel för yta, samt vinklar och avstånd mellan punkter. Resultatet av projektionen är väldigt likt Robinsons projektion. De skiljer sig dock i vissa aspekter. Exempelvis är latitud representerat av raka parallella linjer i Robinsons projektion, medan Winkel III avbildar latitud med något kurvade linjer.
I en jämförelse mellan kartprojektioners avbildningsfel, genomförd av Richard Capek, fick Winkel III projektionen nionde bästa resultat av de cirka hundra projektioner som testades. Bland annat Robinsons projektion presterade bättre.